# Croix du Mesnil-Sauvage
La croix du Mesnil-Sauvage est une croix de chemin située sur le territoire de la commune de Sainte-Marie-Outre-l'Eau, en France.

## Localisation
La croix est située dans le département du Calvados, au lieu-dit le Mesnil Sauvage, au bord de la route départementale no 307, à 1,5 km à l'est de l'église de Sainte-Marie-Outre-l'Eau, en direction de Pont-Bellanger.

## Historique
La croix date de la première moitié du XVIe siècle. Elle est inscrite au titre des monuments historiques depuis le 4 octobre 1932.